# 達納魯氏魚
達納魯氏魚，為黑頭魚科的其中一種，為深海魚類，分布於中西太平洋菲律賓與巴布亞新幾內亞海域，深度1007-1415公尺，棲息在中層水域，生活習性不明。

## 扩展阅读
維基物種上的相關：達納魯氏魚